# 린지 모건
린지 모건(Lindsey Morgan, 1990년 2월 27일 ~ )은 미국의 배우이다.